# Rue de Feltre
La rue de Feltre est une rue de Nantes, en France.

## Situation et accès
Située dans le centre-ville de Nantes, la rue de Feltre est dans le prolongement de la rue du Calvaire. Elle relie la place de l'Écluse, sur le cours des 50-Otages, à la place du Bon-Pasteur, et croise les rues de la Boucherie, de la Clavurerie, Affre, Cacault, Duvoisin et Guépin. Elle emprunte le pont de Feltre qui franchit la rue de l'Arche-Sèche en contrebas. Elle est ouverte à la circulation automobile, et présente une déclivité d'environ 9 m entre son point le plus bas, à l'est, et son extrémité ouest.

## Origine du nom
La rue est baptisée de son nom actuel en l'honneur d'Edgar Clarke, 2e duc de Feltre (1799-1852), pair de France sous le règne de Louis XVIII, qui a légué sa collection de toiles peintes à la ville de Nantes. Celles-ci sont alors présentées dans la « halle aux Toiles » (à l'emplacement du « marché de Feltre ») qui fait, à l'époque, office de musée des beaux-arts de la ville,.

## Historique

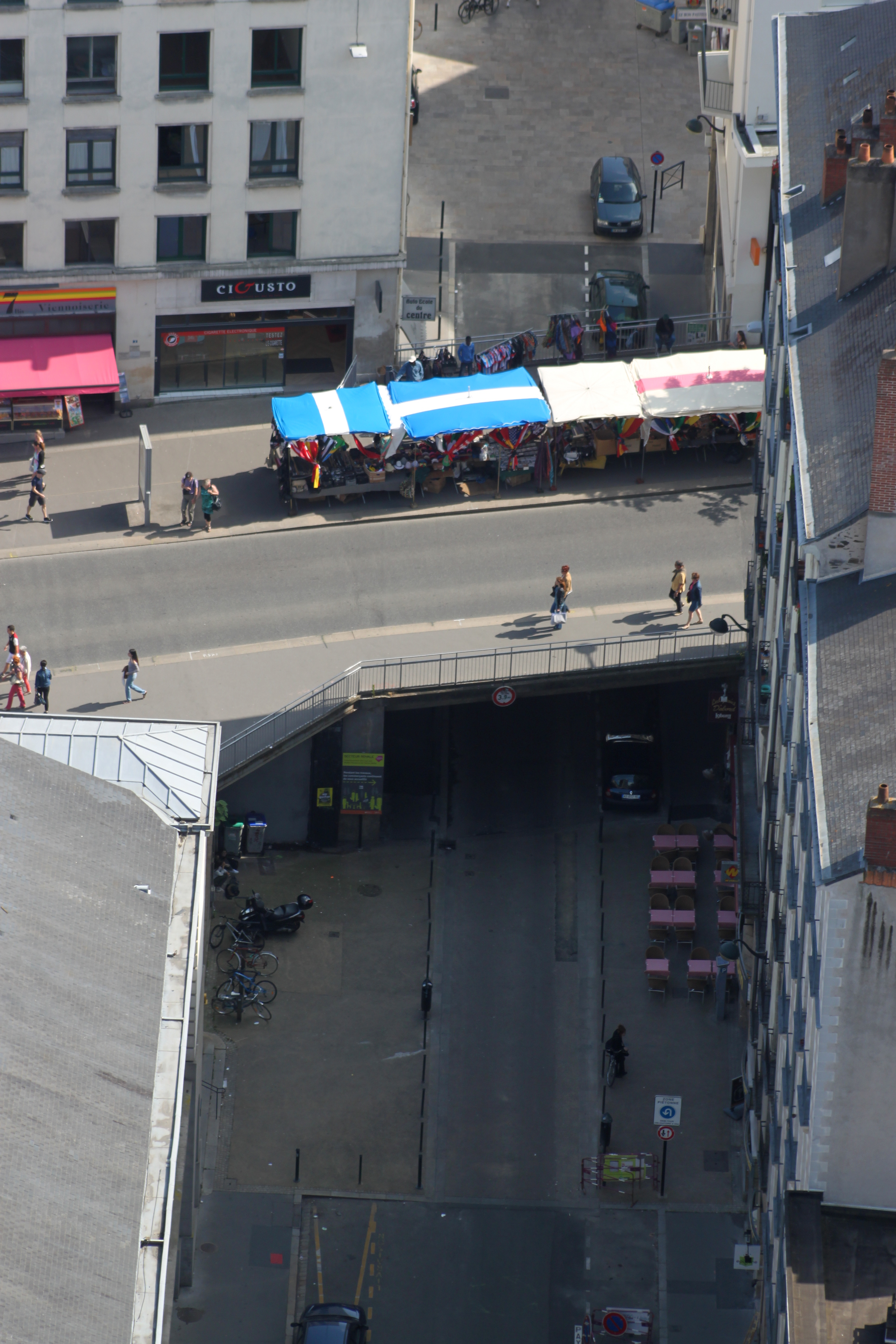
Le pont de Feltre franchissant la rue de l'Arche-Sèche et son marché du samedi vus de la Tour Bretagne.

La rue actuelle est tracée dans une zone d'urbanisation plus tardive que la cité gallo-romaine. Le bas de l'actuelle voie faisait partie de la zone marécageuse de la « prée Nian », le long de l'Erdre. Avec l'expansion urbaine, l'enceinte de l'Antiquité est insuffisante pour protéger toute la ville. Au XIIIe siècle, de nouveaux remparts sont construits, leur tracé coupe l'actuelle rue de Feltre en son milieu, au niveau de l'actuelle rue Duvoisin. Plus tard, une douve est creusée dans la roche au pied de la muraille ; ce fossé deviendra la rue de l'Arche-Sèche.
Entre l'ancienne église Saint-Nicolas, la rue Contrescarpe le long des remparts, le cours de l'Erdre, le « rocher » et les maisons de la rue de la Boucherie, se forme le quartier de l'Érail, ou plutôt les Éraux (s'écrivant également l'Éro et Léraud), puisqu'il existe le grand et le petit Érail,. Les principaux éléments en sont une place, à côté de l'église et de son cimetière (en deux parcelles), et la « cour des Messageries ». Il s'agit d'un quartier insalubre et isolé. Une ruelle, la « rue contournée du Grand Érail » est la seule voie qui conduit au quartier, suivant vaguement le tracé de l'actuelle rue de Feltre, le cimetière Saint-Nicolas n'étant accessible que par des marches.
Dans le prolongement de la rue des Halles, un pont franchissait l'Erdre et aboutissait dans le bas de la rue. Cet ouvrage était très fréquenté, notamment en raison des moulins et des boucheries qui s'y trouvaient et entretenaient un passage continuel. Plusieurs fois détruit par des incendies, ce pont est démoli en 1823, lors des travaux d'exécution du canal de Nantes à Brest.
À partir de la fin du XVIIIe siècle, les remparts sont peu à peu détruits. Sur l'emplacement ainsi libéré, Mathurin Crucy conçoit une halle aux Toiles, construite en 1823. Une partie du bâtiment devient musée des Tableaux en 1830, où sont exposées les œuvres appartenant à la ville.
En 1835, un pont en fer est construit au-dessus de la rue de l'Arche-Sèche nouvellement aménagée, dans le cadre de la création de la place Royale. Ce pont est baptisé « pont de l'Érail ». La nouvelle rue prend alors le nom de « rue de l'Érail ».
La construction de la nouvelle église Saint-Nicolas, commencée en 1844, entraîne la disparition du cimetière. L'édifice étant orienté dans l'axe sud-nord, le manque de place ayant empêché la traditionnelle disposition ouest-est, c'est le chevet de l'église qui se trouve le long de la rue de Feltre.
À l'ouverture de l'artère dans sa longueur actuelle, la rue s'appelle « rue de l'Érail ». Auparavant, la portion de rue partant du bas de la rue de la Boucherie s'est appelée « rue Régulus », puis « rue de la Glacière »,.
Le 15 mai 1854, la rue prend le nom de rue de Feltre, le jour de l'inauguration de l'exposition dans le musée des Tableaux des œuvres qu'Edgar Clarke a léguées à la ville. C'est en octobre 1854 que la nouvelle église Saint-Nicolas est ouverte au culte.
Le musée des beaux-arts de Nantes est construit en 1891 et les œuvres exposées jusqu'alors dans la halle aux Toiles y sont transférées. Le bâtiment de Crucy est détruit, et un nouvel édifice, conçu par l'architecte Alfred Marchand, en 1902, reprend la fonction de marché couvert.
Lors de la Seconde Guerre mondiale, la rue est touchée par les bombardements des 16 et 23 septembre 1943. Intact, le marché de Feltre sert à accueillir les commerçants dont la boutique a été détruite. Par la suite, elle ne respecte que partiellement l'alignement choisi pour l'ensemble de l'artère reconstruite dans l'après-guerre, la préservation des anciens bâtiments intacts ayant été privilégiée.

## Bâtiments remarquables et lieux de mémoire
La rue conserve ses bâtiments du XIXe siècle, à l'exception de sa partie sud-ouest, reconstruite après la Seconde Guerre mondiale, qui fait partie de l'ensemble urbain de la rue du Calvaire, caractéristique de l'urbanisme de l'immédiat après-guerre, exécuté sous la conduite de l'architecte Yves Liberge, selon les plans d'ensemble de Michel Roux-Spitz.
La basilique Saint-Nicolas fait l’objet d’un classement au titre des monuments historiques depuis le 6 novembre 1986. Sa construction, débutée en 1844, s'achève après 1869 bien que l'inauguration officielle ait lieu le 25 avril 1854. L'édifice, conçu par Jean-Baptiste-Antoine Lassus, est de style néo-gothique. La rue de Feltre est bordée par une de ses absidioles proéminentes.
L'ancien marché couvert, le Marché de Feltre, construit en 1902, reprend le style classique de l'ancien bâtiment de Mathurin Crucy qu'il remplace. La façade à fronton est en pierre blanche, tandis que les murs latéraux présentent des arcades en fonte et un appareillage de briques rouges. Après la Seconde Guerre mondiale, le bâtiment abrite une fabrique de glace, puis la patinoire municipale dès 1967. Il fera enfin l'objet de travaux d'extension devant l'entrée principale dans les années 1980, afin d'y accueillir deux magasins : l'un au rez-de-chaussée, une enseigne C&A et l'autre, à l'étage, le Forum du Livre.

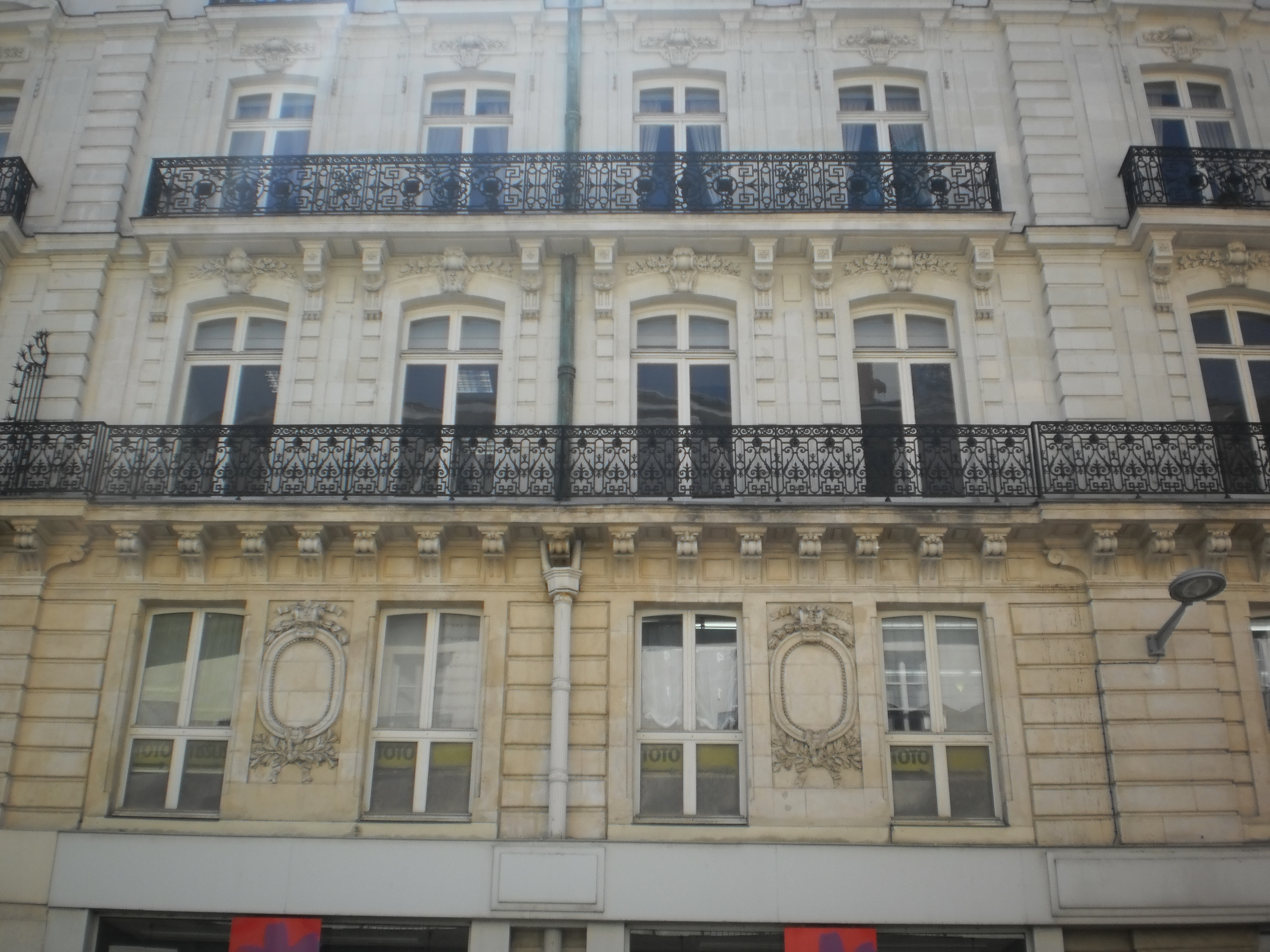
Façade de l'immeuble au no 3 de la rue de Feltre.
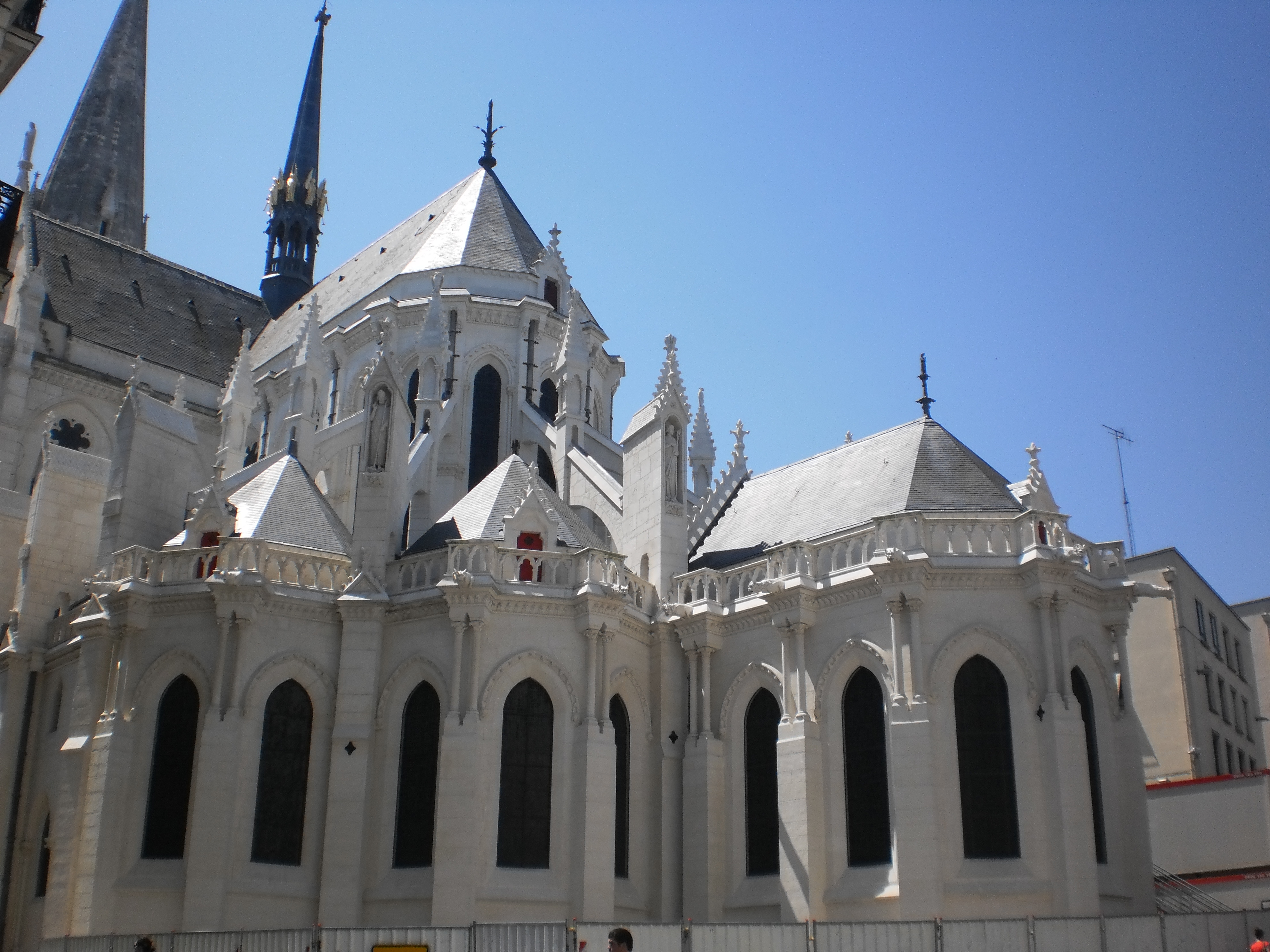
Chevet de la basilique Saint-Nicolas.
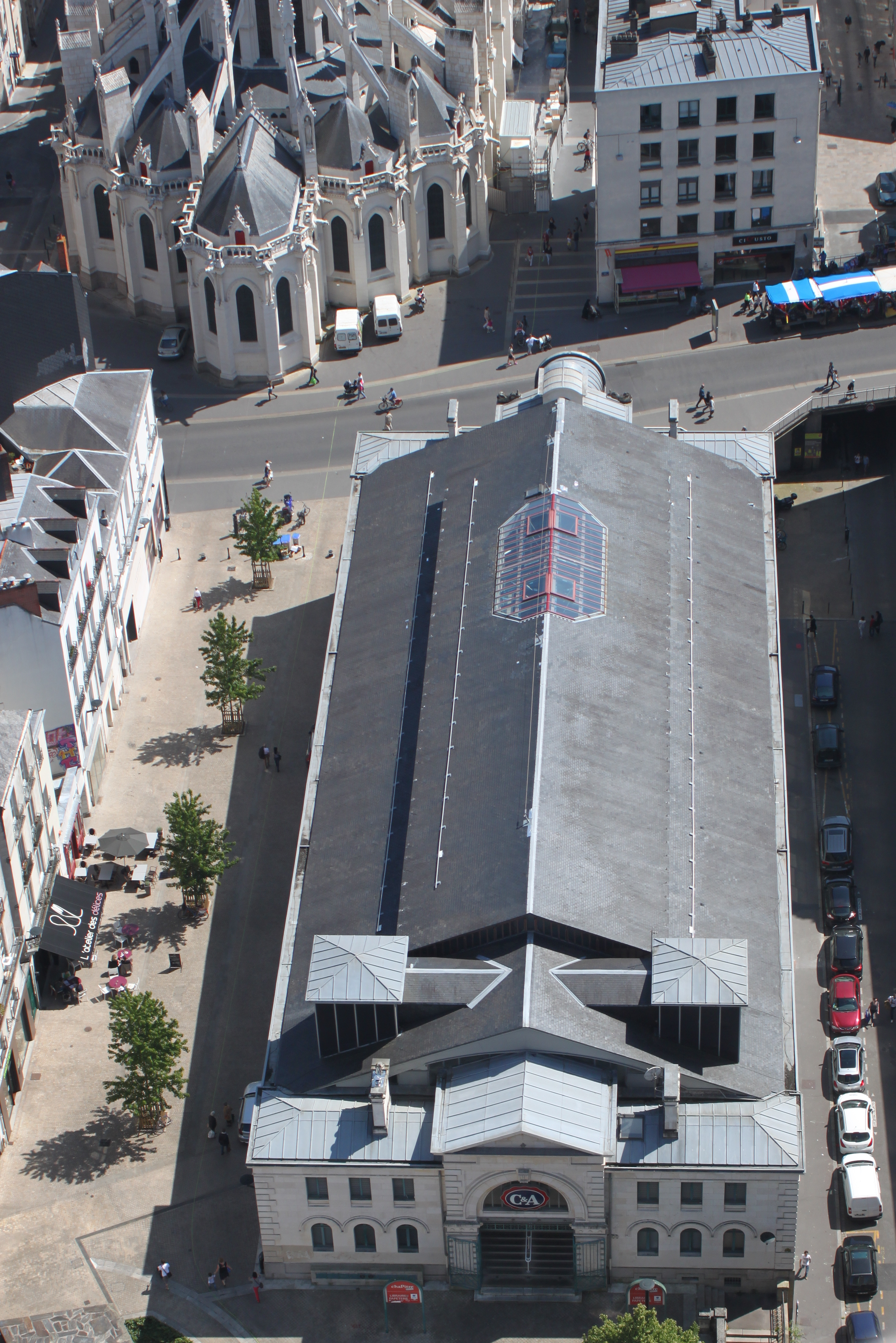
Le marché de Feltre vu de la Tour Bretagne.